# Debauchery

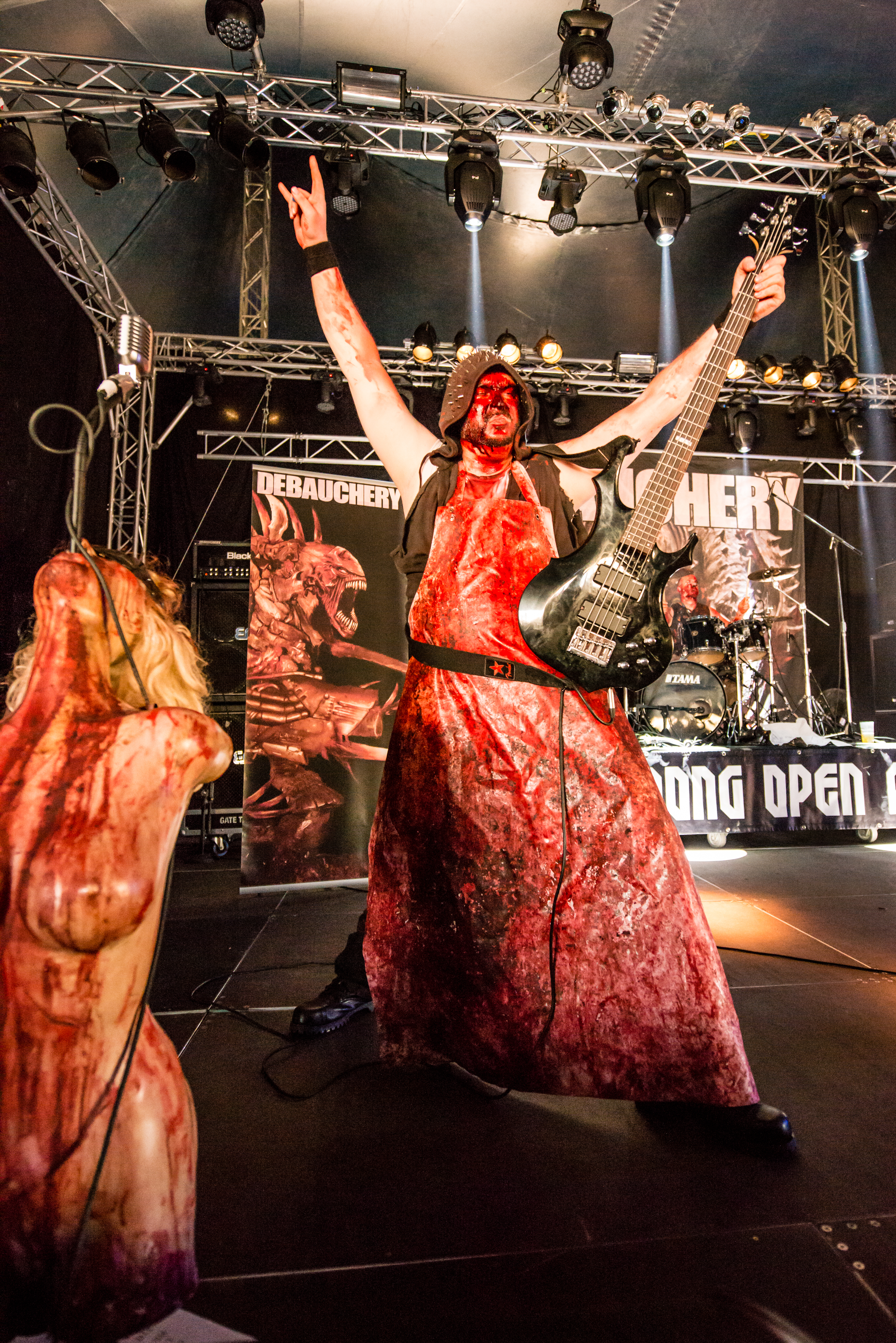
Debauchery na festivalu Neukirchen Dong Open Air v létě 2015

Debauchery (v angličtině znamená zhýralost, prostopášnost) je německá death metal/death 'n' rollová kapela ze Stuttgartu. Byla založena roku 2000 zpěvákem a kytaristou Thomasem Gurrathem (alias The Bloodbeast) původně pod názvem Maggotcunt.

Debutové studiové album se zrodilo v roce 2003 a nese název Kill Maim Burn.

## Diskografie
Dema
- Zombie (2001) – pod názvem kapely Maggotcunt[1]

Studiová alba
- Kill Maim Burn (2003)
- Rage of the Bloodbeast (2004)
- Torture Pit (2005)
- Back in Blood (2007)
- Continue to Kill (2008)
- Rockers & War (2009)
- Germany's Next Death Metal (2011)
- Kings of Carnage (2013)
- Fuck Humanity (2015)[2]
- Thunderϟbeast (2016)
- Monster Metal (2021)
- Demons of Rock'n'Roll (2022)
- Dragongods (2024)

EP
- Kill Mister (2016) – obsahuje 5 coververzí skladeb britské kapely Motörhead, proto je název kapely uveden na bookletu jako Debäuchery

Kompilační alba
- Blood for the Blood God (2019)

Singly
- School's Out (2010)